# Оболонка (механіка)

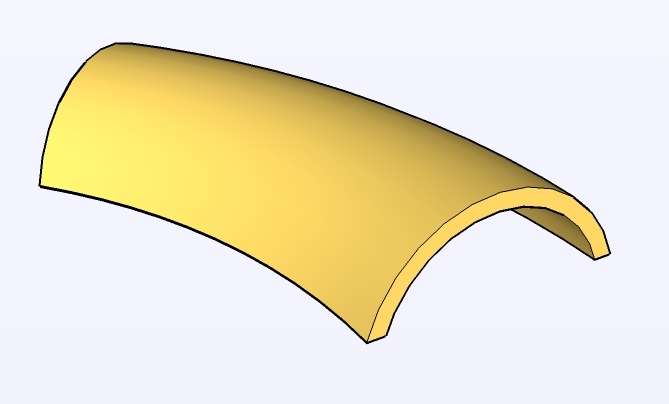
Оболонка подвійної кривини

Оболо́нка — в техніці і теорії пружності, тверде тіло, обмежене двома криволінійними поверхнями, відстань між якими мала у порівнянні з двома іншими його розмірами.

## Класифікація оболонок
Поверхня, що ділить навпіл товщину оболонки, називається серединною поверхнею. У залежності від її форми розрізняють:
- циліндричні оболонки з перерізом колової, еліптичної та ін. форми;
- конічні оболонки;
- тороїдальні;
- сферичні оболонки тощо.

Оболонки класифікуються також за кривиною Гауса:
- з додатною кривиною — сферичні, еліпсоїдні та ін.;
- з нульовою — циліндричні, конічні;
- з від'ємною кривиною — гіперболічні параболоїди.

Оболонки можуть бути сталої та змінної товщини. Вони поділяються на одно-, дво- і багатошарові. Залежно від властивостей матеріалу оболонки бувають ізотропними або анізотропними. Виготовляються оболонки із залізобетону, сталі, дерева, легких сплавів, пластмас та інших конструкційних матеріалів.

## Властивості оболонок
Під дією зовнішніх навантажень в оболонках виникають внутрішні напруження, рівномірно розподілені по товщині (так зване мембранне напруження, або напруження в серединній поверхні), та зусилля згину, що утворюють в перерізах оболонки згинальні та обертові моменти, а також поперечні сили.
Завдяки наявності мембранних зусиль оболонки поєднують значну жорсткість і міцність з порівняно малою вагою, що відрізняє їх від пластинок. Якщо напруженнями від моментів згину при розрахунку можна нехтувати, то оболонка називається безмоментною. Наявність моментів характерна для ділянок оболонок, котрі примикають до країв (так званий граничний ефект).

## Види задач
Якщо напруження лежить в межах до границі пропорційності для матеріалу оболонки, то методи розрахунку оболонок ґрунтуються на залежностях теорії пружності. Найчастіше для тонких оболонок застосовують гіпотезу Кірхгофа‒Лява, за якою будь-яке пряме волокно, нормальне до серединної поверхні до деформації, залишається прямим і нормальним до серединної поверхні й після деформації і його довжина залишається незмінною. Крім того, вважають, що нормальним напруженням в напрямі, перпендикулярному до серединної поверхні, можна знехтувати в порівнянні з основними напруженнями. При цьому загальна тривимірна задача теорії пружності перетворюється у двовимірну. Розв'язання задачі зводиться до інтегрування системи диференціальних рівнянь в частинних похідних високого порядку за граничних умов, що визначаються характером сполучення оболонки з іншими частинами конструкції.
У статичному розрахунку оболонки на міцність і жорсткість мають бути визначені напруження, деформації та переміщення різних її точок залежно від заданого навантаження. Як правило, в розрахунках на міцність прогини (переміщення уздовж нормалі до серединної поверхні) можуть вважатися малими в порівнянні з товщиною оболонки; тоді співвідношення між переміщеннями та деформаціями є лінійними; відповідно лінійними (для пружної задачі) будуть основні диференціальні рівняння.
Важливим для оболонок є розрахунок на стійкість. Специфічна особливість тонкостінних оболонок ‒ втрата стійкості, що виражається в різкому переході від одного стійкого рівноважного стану до іншого; цей перехід настає при різних навантаженнях, залежно від початкової недосконалості форми оболонки, початкових напружень, дефектів у матеріалі та таке інше. У цьому випадку прогини виявляються сумірними з товщиною оболонки та аналіз її поведінки повинен ґрунтуватися уже на нелінійних рівняннях.
У задачах динаміки оболонок розглядаються періодичні коливання і нестаціонарні процеси, пов'язані зі швидким чи ударним вантаженням. При обтіканні оболонки потоком рідини або газу можуть наступити нестійкі (автоколивальні) режими, визначення яких є предметом гідрогазодинаміки. Особливим розділом теорії коливань, що має важливе застосування, є дослідження нелінійних коливань оболонок. При розгляді динамічних процесів в оболонках співвідношення, що базуються на гіпотезі Кірхгофа‒Лява, не завжди виявляються прийнятними, тоді переходять до диференціальних рівнянь складнішої структури.

## Застосування
Оболонки знаходять широке застосування в техніці як покриття будівель, в літальних апаратах, суднах, суцільнометалевих вагонах, телевізійних вежах, деталях машин та ін.
Оболонки часто доводиться підкріплювати ребрами (в основному для забезпечення стійкості їх деформування), наприклад фюзеляжі та крила літаків, деякі типи тонкостінних перекриттів та ін.